# Fushimi-ku
Fushimi-ku (japanska: 伏見区, Fushimi-ku) är ett av de 11 stadsdistrikten (ku) i Kyoto.